# پاسکال پطروسیان
پاسکال پطروسیان (فرانسوی: Pascal Bedrossian‎؛ زادهٔ ۲۸ نوامبر ۱۹۷۴) بازیکن فوتبال ارمنی‌تبار اهل فرانسه است.

## باشگاهی
از باشگاه‌هایی که در آن بازی کرده است می‌توان به باشگاه فوتبال کن، شیکاگو فایر، رن، آنژه، و باشگاه فوتبال لوریان اشاره کرد.